# Sommer-Paralympics 2012/Teilnehmer (Ecuador)
| stlisierte Goldmedaille | stlisierte Silbermedaille | stlisierte Bronzemedaille |
| ----------------------- | ------------------------- | ------------------------- |
| —                       | —                         | —                         |

Ecuador entsandte zu den Paralympischen Sommerspielen 2012 in London zwei Sportler – eine Frau und einen Mann.

## Teilnehmer nach Sportart

### Powerlifting (Bankdrücken)
| Athleten    | Wettbewerb         | Gewicht/Result | Rang |
| Männer      |                    |                |      |
| Jose Marino | Klasse bis 82,5 kg | -              | -    |

### Schwimmen
| Athleten                    | Wettbewerb           | Vorlauf     | Vorlauf | Finale | Finale | Rang |
| Athleten                    | Wettbewerb           | Zeit        | Rang    | Zeit   | Rang   | Rang |
| --------------------------- | -------------------- | ----------- | ------- | ------ | ------ | ---- |
| Frauen                      |                      |             |         |        |        |      |
| Jessica Silvana Lalama Vega | 200 m Freistil (S14) | 2:45,06 min | 7       |        |        |      |